# Delsolaria
Delsolaria is een geslacht van kreeftachtigen uit de klasse van de Malacostraca (hogere kreeftachtigen).

## Soort
- Delsolaria enriquei Garth, 1973